# Список медалістів зимових Олімпійських ігор 1964
IX Зимові Олімпійські ігри проходили в австрійському місті Інсбрук. Всього в змаганнях взяли участь 1091 спортсмен з 36 країн світу. Було розіграно 34 комплекти нагород у 10 дисциплінах 6 видів спорту.

## Біатлон
| Дисципліна                          | Золото                    | Срібло                    | Бронза                 |
| Чоловіки: індивідуальна гонка, 20км | Володимир Меланьїн · СРСР | Олександр Прівалов · СРСР | Олав Йордет · Норвегія |

## Бобслей
| Дисципліна        | Золото                                                           | Срібло                                                                      | Бронза                                                                       |
| Чоловіки-двійки   | Велика Британія · Ентоні Неш · Робін Діксон                      | Італія · Серджо Дзардіні · Романо Бонагура                                  | Італія · Еудженіо Монті · Серджо Сіорпаєс                                    |
| Чоловіки-четвірки | Канада · Віктор Емері · Пітер Кірбі · Дуглас Енакін · Джон Емері | Австрія · Ервін Талер · Райнгольд Дурнталер · Адольф Кокседер · Йозеф Найрц | Італія · Еудженіо Монті · Серджо Сіорпаєс · Беніто Рігоні · Джільдл Сіорпаєс |

## Гірськолижний спорт
| Дисципліна                   | Золото                    | Срібло                                         | Бронза                                          |
| Чоловіки: швидкісний спуск   | Еґон Ціммерманн · Австрія | Лео Лакруа · Франція                           | Вольфганг Бартельс · Об'єднана німецька команда |
| Чоловіки: гігантський слалом | Франсуа Бонлю · Франція   | Карл Шранц · Австрія                           | Пепі Штіґлер · Австрія                          |
| Чоловіки: слалом             | Пепі Штіґлер · Австрія    | Біллі Кідд · США                               | Джиммі Хьюга · США                              |
| Жінки: швидкісний спуск      | Крістль Гаас · Австрія    | Едіт Ціммерманн · Австрія                      | Траудль Гехер · Австрія                         |
| Жінки: гігантський слалом    | Маріель Гуашель · Франція | Крістін Гуашель · Франція · Джин Зауберт · США | —                                               |
| Жінки: слалом                | Крістін Гуашель · Франція | Маріель Гуашель · Франція                      | Джин Зауберт · США                              |

## Ковзанярський спорт
| Дисципліна             | Золото                     | Срібло                                                              | Бронза                     |
| Чоловіки: 500 метрів   | Террі МакДермотт · США     | Алв Г'єстванг · Норвегія Євген Грішин · СРСР Володимир Орлов · СРСР | —                          |
| Чоловіки: 1500 метрів  | Антс Антсон · СРСР         | Корнеліс Веркерк · Нідерланди                                       | Віллі Гауген · Норвегія    |
| Чоловіки: 5000 метрів  | Кнут Йоганнесен · Норвегія | Пер Івар Мое · Норвегія                                             | Фред Антон Маєр · Норвегія |
| Чоловіки: 10000 метрів | Йонні Нільссон · Швеція    | Фред Антон Маєр · Норвегія                                          | Кнут Йоганнесен · Норвегія |
| Жінки: 500 метрів      | Лідія Скобликова · СРСР    | Ірина Єгорова · СРСР                                                | Тетяна Сидорова · СРСР     |
| Жінки: 1000 м          | Лідія Скобликова · СРСР    | Ірина Єгорова · СРСР                                                | Кайя Мустонен · Фінляндія  |
| Жінки: 1500 метрів     | Лідія Скобликова · СРСР    | Кайя Мустонен · Фінляндія                                           | Берта Колокольцева · СРСР  |
| Жінки: 3000 метрів     | Лідія Скобликова · СРСР    | Ган Піл Хва · КНДР Валентина Стеніна · СРСР                         | —                          |

## Лижне двоборство
| Дисципліна                  | Золото                    | Срібло                 | Бронза                                  |
| Нормальний трамплін / 15 км | Тормод Кнутсен · Норвегія | Микола Кисельов · СРСР | Георг Тома · Об'єднана німецька команда |

## Лижні гонки
| Дисципліна                   | Золото                                                                     | Срібло                                                                      | Бронза                                                                  |
| Чоловіки: 15 км              | Ееро Мянтюранта · Фінляндія                                                | Гаральд Гроннінген · Норвегія                                               | Сікстен Єрнберг · Швеція                                                |
| Чоловіки: 30 км              | Ееро Мянтюранта · Фінляндія                                                | Гаральд Гроннінген · Норвегія                                               | Ігор Ворончихін · СРСР                                                  |
| Чоловіки: 50 км              | Сікстен Єрнберг · Швеція                                                   | Ассар Реннлунд · Швеція                                                     | Арто Тіайнен · Фінляндія                                                |
| Чоловіки: естафета 4 × 10 км | Швеція · Карл-Оке Асп · Сікстен Єрнберг · Янне Стефанссон · Ассар Реннлунд | Фінляндія · Вяйне Гугтала · Арто Тіайнен · Калеві Лауріла · Ееро Мянтюранта | СРСР · Іван Утробін · Геннадій Ваганов · Ігор Ворончихін · Павло Колчін |
| Жінки: 5 км                  | Клавдія Боярських · СРСР                                                   | Мір'я Лехтонен · Фінляндія                                                  | Алевтина Колчіна · СРСР                                                 |
| Жінки: 10 км                 | Клавдія Боярських · СРСР                                                   | Євдокія Мекшіло · СРСР                                                      | Марія Гусакова · СРСР                                                   |
| Жінки: естафета 3 × 5 км     | СРСР · Алевтина Колчіна · Євдокія Мекшіло · Клавдія Боярських              | Швеція · Барбру Мартінссон · Тойні Густафссон · Брітт Страндберг            | Фінляндія · Сен'я Пусула · Тойні Пойсті · Мір'я Лехтонен                |

## Санний спорт
| Дисципліна         | Золото                                        | Срібло                                     | Бронза                                         |
| Одинаки (чоловіки) | Томас Келер · Об'єднана німецька команда      | Клаус Бонзак · Об'єднана німецька команда  | Ганс Пленк · Об'єднана німецька команда        |
| Одинаки (жінки)    | Ортрун Ендерлайн · Об'єднана німецька команда | Ільзе Гайслер · Об'єднана німецька команда | Лені Турнер · Австрія                          |
| Двійки             | Австрія · Йозеф Файстмантль · Манфред Штенгль | Австрія · Райнгольд Зенн · Гельмут Талер   | Італія · Вальтер Аусендорфер · Зігісфредо Майр |

## Стрибки з трампліна
| Дисципліна          | Золото                       | Срібло                       | Бронза                       |
| Нормальний трамплін | Вейкко Канкконен · Фінляндія | Торальф Енган · Норвегія     | Торгейр Брандтцег · Норвегія |
| Великий трамплін    | Торальф Енган · Норвегія     | Вейкко Канкконен · Фінляндія | Торгейр Брандтцег · Норвегія |

## Фігурне катання
| Дисципліна                | Золото                                           | Срібло                                                                                          | Бронза                               |
| Чоловіче одиночне катання | Манфред Шнельдорфер · Об'єднана німецька команда | Ален Кальма · Франція                                                                           | Скотт Аллен · США                    |
| Жіноче одиночне катання   | Шаук'є Дейкстра · Нідерланди                     | Регіне Гайтцер · Австрія                                                                        | Петра Бурка · Канада                 |
| Парне катання             | Людмила Бєлоусова · Олег Протопопов · СРСР       | Маріка Кіліуз · Ганс-Юрген Бомлер · Об'єднана німецька команда Деббі Вілкс · Гі Ревелл · Канада | Вівіан Джозеф · Рональд Джозеф · США |

## Хокей
| Золото | Срібло | Бронза |
| СРСР | Швеція | Чехословаччина |
| Воротарі — Віктор Коноваленко, Борис Зайцев; захисники — Олександр Рагулін, Віктор Кузькін, Віталій Давидов, Едуард Іванов, Олег Зайцев; нападники — Веніамін Александров, Костянтин Локтєв, Олександр Альметов, Євген Майоров, В'ячеслав Старшинов, Борис Майоров, Анатолій Фірсов, Леонід Волков, Віктор Якушев, Станіслав Петухов. | Воротарі — Челль Свенссон, Леннарт Хеггрот; захисники — Герт Блуме, Роланд Стольтц, Берт-Ола Нордландер, Нільс Юханссон; нападники — Свен Юханссон, Ульф Стернер, Андерс Андерссон, Рональд Петтерссон, Ейлерт Мєєття, Ларс-Ерік Лундвалль, Уно Ерлунд, Нільс Нільссон, Карл-Йоран Еберг, Леннарт Юханссон, Ганс Мільд. | Воротарі — Владімір Надрхал, Владімір Дзурілла; захисники — Рудольф Потш, Франтішек Грегор, Франтішек Тікал, Ладислав Шмід, Станіслав Свентек; нападники — Їржі Долана, Йозеф Черний, Ярослав Вальтер, Йозеф Голонка, Мирослав Влах, Їржі Голик, Ярослав Їржик, Властіміл Бубник, Ян Клапач, Станіслав Прил. |